# Yves Gijrath
Yves Gijrath (Amsterdam, 16 december 1966) is een Nederlands ondernemer.
Van 1983 tot 1987 studeerde hij commerciële economie aan de Hogeschool voor Economische Studies in Amsterdam. Van 1999 tot 2012 stond hij aan het hoofd van de Gijrath Media Groep. Hij gaf diverse tijdschriften uit, zoals Miljonair, JFK en MASTERS. In 2002 organiseerde hij een eerste maal de Miljonair Fair; in 2012 ging deze beurs failliet. Sinds 2013 is Gijrath hoofd van MASTERS HQ. Hij organiseert in de RAI Amsterdam het evenement MASTERS EXPO, een ondernemersbeurs waar luxe producten centraal staan.
Samen met Erik de Vlieger maakt hij een podcast. In een uitzending van september 2022 meldden De Vlieger en Gijrath een bankafschrift te bezitten waaruit zou blijken dat Jaap van Dissel smeergeld had ontvangen. Toen echter werd aangetoond dat het afschrift niet echt was, rectificeerden De Vlieger en Gijrath hun gedane uitspraken.